# Борсо-дель-Граппа
Борсо-дель-Граппа, Борсо-дель-Ґраппа (італ. Borso del Grappa, вен. Borso del Grapa) — муніципалітет в Італії, у регіоні Венето, провінція Тревізо.
Борсо-дель-Граппа розташоване на відстані близько 440 км на північ від Рима, 60 км на північний захід від Венеції, 39 км на північний захід від Тревізо.
Населення — 5973 особи (2014).
Щорічний фестиваль відбувається 16 липня. Покровитель — Madonna del Carmine.

## Демографія
Населення за роками:

Станом на 1 січня 2023 року в муніципалітеті офіційно проживали 273 іноземці з 45 країн, серед них 63 громадяни країн Євросоюзу та 17 громадян України.

## Сусідні муніципалітети
- Чизмон-дель-Граппа
- Креспано-дель-Граппа
- Муссоленте
- Пове-дель-Ґраппа
- Романо-д'Еццеліно
- Сан-Ценоне-дельї-Еццеліні